# Felt (группа)
Felt — британская группа альтернативного рока, образованная в 1979 году в Бирмингеме, Англия, Лоуренсом Хейуордом, автором-исполнителем, сумевшим (согласно Allmusic) «обратить своё давнее увлечение музыкой Тома Верлена и Television во впечатляющий каталог жемужин поп-минимализма, а в конечном итоге — и в культовую звёздность». Все десять студийных альбомов Felt входили в UK Indie Charts; самый известный из них, Ignite the Seven Cannons, поднимался до #4 (1985). После распада группы в 1989 году Лоуренс возглавил свой новый состав, Denim, Мартин Даффи † вошёл в состав  Primal Scream.

## История группы
Изначально Felt возникли как проект Лоуренса Хейуорда, автора-исполнителя, увлечённого творчеством Television. Первый сингл «Index» был создан им самим, дома, причём в качестве записывающей аппаратуры был использован портативный кассетный магнитфон. Пластинка, выпущенная в 1979 году своим минималистским, экономным звучанием явно выбивалась из общего течения новой волны; необычным был для того времени и «пуританский» образ жизни Лоуренса, отвергавшего наркотики, алкоголь и табак. Сингл получил восторженные рецензии, после чего Лоуренс подписал контракт с Cherry Red Records.

## Дискография

### Студийные альбомы
- Crumbling the Antiseptic Beauty (Cherry Red Records, 1982)
- The Splendour of Fear (Cherry Red, 1984)
- The Strange Idols Pattern and Other Short Stories (Cherry Red, 1984)
- Ignite the Seven Cannons (Cherry Red, 1985)
- Let the Snakes Crinkle Their Heads to Death (Creation Records, 1986)
- Forever Breathes the Lonely Word (Creation Records, 1986)
- Poem of the River (Creation Records, 1987)
- The Pictorial Jackson Review (Creation Records, 1988)
- Train Above the City (Creation Records, 1988)
- Me and a Monkey on the Moon (Cherry Red, 1989)

### Синглы
- Index (Shanghai Records, 1979; релиз Felt, записанный Лоуренсом до образования группы)
- Something Sends Me to Sleep (Cherry Red, 1981)
- My Face Is on Fire (Cherry Red, 1982)
- Penelope Tree (Cherry Red, 1983)
- Mexican Bandits (Cherry Red, 1984)
- Sunlight Bathed the Golden Glow (Cherry Red, 1984)
- Primitive Painters (Cherry Red, 1985)
- Ballad of the Band (Creation Records, 1986)
- Rain of Crystal Spires (Creation Records, 1986)
- The Final Resting of the Ark (Creation Records, 1987)
- Space Blues (Creation Records, 1988)
- Get out of My Mirror (Cherry Red, 1989)